# Сан Леонардо (Кротоне)
Сан Леонардо је насеље у Италији у округу Кротоне, региону Калабрија.
Према процени из 2011. у насељу је живело 27 становника. Насеље се налази на надморској висини од 263 м.